# Swoogle
Swoogle是一个针对互联网上的语义网文档、术语以及数据的搜索引擎。Swoogle利用一种搜索器系统来发现资源描述框架（RDF）文档以及内置有RDF内容的HTML文档。Swoogle会针对这些文档及其组成部分（如术语和三元组）进行推理，并在其数据库之中记录和索引具有实际意义的，关于这些文档及其组成部分的元数据。